# Campiglossa eflorata
Campiglossa eflorata är en tvåvingeart som först beskrevs av Munro 1957.  Campiglossa eflorata ingår i släktet Campiglossa och familjen borrflugor.
Artens utbredningsområde är Kenya. Inga underarter finns listade.